# Medaille für hervorragende Leistungen im Handel der Deutschen Demokratischen Republik
Die Medaille für hervorragende Leistungen im Handel der Deutschen Demokratischen Republik war eine staatliche Auszeichnung  der Deutschen Demokratischen Republik (DDR), welche in Form einer tragbaren Medaille verliehen wurde.

## Geschichte
Gestiftet wurde die Medaille am 30. Januar 1975 in einer Stufe. Ihre Verleihung erfolgte für hervorragende Leistungen sowie vorbildlicher Arbeit bei der Lösung volkswirtschaftlicher Aufgaben des Handels und des Außenhandels der DDR. Zunächst war die Höchstverleihungszahl auf 100 Verleihungen jährlich begrenzt, stieg aber 1986 um 100 auf insgesamt 200.

## Aussehen und Tragweise
Die vergoldete Medaille mit einem Durchmesser von 30 mm zeigte auf ihrem Avers mittig ein geflügeltes H mit der darunter liegenden dreizeilige Aufschrift: FÜR HERVORRAGENDE / LEISTUNGEN / IM HANDEL. Unter dem Schriftzug befanden sich zwei unten gekreuzte, leicht nach oben gebogene Lorbeerzweige. Das Revers der Medaille zeigt dagegen das Staatswappen der DDR. Getragen wurde die Medaille an der linken oberen Brustseite an einer 25 × 13 mm breiten weißen Spange, in welcher senkrecht ein 2,5 mm breiter blauer Mittelstreifen eingewebt war.